# Грб Женеве
Грб Женеве је званични симбол швајцарског кантона Женева. Грб датира из 1540. године.

## Опис грба
Грб Женеве је германски штит вертикално подјељен на два једнака поља, од чега је лијево поље (хералдички десно) у златној боји на коме лежи одраз црног орла са круном, на пола приказаног. На десној половини (хералдички лијевој) поље је црвено обојено на којој лежи приказ златног кључа вертикално окренут цијелом ширином поља. 
Грб нема додатних детаља.